# Wisińcza
Wisińcza (lit. Visinčia) − wieś na Litwie, w rejonie solecznickim, 9 km na północny wschód od Podborza, zamieszkana przez 13 ludzi. Przed II wojną światową w Polsce, w powiecie lidzkim województwa nowogródzkiego.